# Delahaye Type 164
Der Delahaye Type 164 ist ein Pkw-Modell der Zwischenkriegszeit. Hersteller war Automobiles Delahaye in Frankreich.

## Beschreibung
Die Fahrzeuge wurden je nach Quelle nur 1939 oder von 1938 bis 1940 hergestellt. Es gab eine Verbindung zu Renault, aus der bereits seit 1938 der Delahaye Type 168 entstand. Die Fahrzeuge wurden vermutlich an das Militär geliefert.  Es gab eine Bestellung über 100 Fahrzeuge.
Der Ottomotor war in Frankreich mit 20 CV eingestuft. Es war wahrscheinlich die Verbindung eines Fahrgestells vom Delahaye Type 134 G mit einer Karosserie von Renault. Allerdings war der Vierzylindermotor des Type 134 je nach Ausführung mit 12 CV und 14 CV eingestuft, sodass unklar bleibt, was für einen Motor das Fahrzeug hat. Eine andere Quelle meint, dass das Fahrgestell des Delahaye Type 134 N dahingehend angepasst wurde, dass die Limousinen-Karosserie des Renault Vivasport darauf passte, wobei das Kühlergehäuse, die Motorhaube und die Vorderkotflügel von Delahaye stammten.